# Boston Marathon 1958
De Boston Marathon 1958 werd gelopen op zaterdag 19 april 1958. Het was de 62e editie van de Boston Marathon. Aan deze wedstrijd mochten geen vrouwen deelnemen. De Joegoslaaf Franjo Mihalić kwam als eerste over de streep in 2:25.54.

## Uitslag
| rang   | naam               | land | tijd    |
| ------ | ------------------ | ---- | ------- |
| Goud   | Franjo Mihalić     | YUG  | 2:25.54 |
| Zilver | John J. Kelley     | USA  | 2:30.51 |
| Brons  | Eino Pulkkinnen    | FIN  | 2:37.05 |
| 4      | Tony Sapienza      | USA  | 2:39.46 |
| 5      | Pedro Peralta      | MEX  | 2:42.35 |
| 6      | Ted Corbitt        | USA  | 2:43.47 |
| 7      | Thomas C. Ryan     | USA  | 2:50.13 |
| 8      | Gonzales Scotto    | USA  | 2:52.07 |
| 9      | Johnny Kelley      | USA  | 2:52.12 |
| 10     | Laurence H. Fauber | USA  | 2:53.17 |

1897 ·
1898 ·
1899 ·
1900 ·
1901 ·
1902 ·
1903 ·
1904 ·
1905 ·
1906 ·
1907 ·
1908 ·
1909 ·
1910 ·
1911 ·
1912 ·
1913 ·
1914 ·
1915 ·
1916 ·
1917 ·
1918 ·
1919 ·
1920 ·
1921 ·
1922 ·
1923 ·
1924 ·
1925 ·
1926 ·
1927 ·
1928 ·
1929 ·
1930 ·
1931 ·
1932 ·
1933 ·
1934 ·
1935 ·
1936 ·
1937 ·
1938 ·
1939 ·
1940 ·
1941 ·
1942 ·
1943 ·
1944 ·
1945 ·
1946 ·
1947 ·
1948 ·
1949 ·
1950 ·
1951 ·
1952 ·
1953 ·
1954 ·
1955 ·
1956 ·
1957 ·
1958 ·
1959 ·
1960 ·
1961 ·
1962 ·
1963 ·
1964 ·
1965 ·
1966 ·
1967 ·
1968 ·
1969 ·
1970 ·
1971 ·
1972 ·
1973 ·
1974 ·
1975 ·
1976 ·
1977 ·
1978 ·
1979 ·
1980 ·
1981 ·
1982 ·
1983 ·
1984 ·
1985 ·
1986 ·
1987 ·
1988 ·
1989 ·
1990 ·
1991 ·
1992 ·
1993 ·
1994 ·
1995 ·
1996 ·
1997 ·
1998 ·
1999 ·
2000 ·
2001 ·
2002 ·
2003 ·
2004 ·
2005 ·
2006 ·
2007 ·
2008 ·
2009 ·
2010 ·
2011 ·
2012 ·
2013 ·
2014 ·
2015 ·
2016 ·
2017 ·
2018 ·
2019 ·
2020 ·
2021 ·
2022